# Miami Dolphins 1986
La stagione 1986 dei Miami Dolphins è stata la numero 21 della franchigia, la diciassettesima nella National Football League. La squadra fallì l'accesso ai playoff per la prima volta dopo sei stagioni. Fu anche l'ultima annata i Dolphins giocarono al Miami Orange Bowl prima di trasferirsi al nuovo Joe Robbie Stadium.

## Calendario

### Stagione regolare
| Turno | Data       | Avversario             | Risultato | Pubblico |
| ----- | ---------- | ---------------------- | --------- | -------- |
| 1     | 7/9/1986   | @ San Diego Chargers   | S 50–28   | 57.726   |
| 2     | 14/9/1986  | Indianapolis Colts     | V 30–10   | 51.848   |
| 3     | 21/9/1986  | @ New York Jets        | S 51–45   | 71.025   |
| 4     | 28/9/1986  | San Francisco 49ers    | S 31–16   | 70.264   |
| 5     | 5/10/1986  | @ New England Patriots | S 34–7    | 60.689   |
| 6     | 12/10/1986 | Buffalo Bills          | V 27–14   | 49.467   |
| 7     | 19/10/1986 | Los Angeles Raiders    | S 30–28   | 53.421   |
| 8     | 26/10/1986 | @ Indianapolis Colts   | V 17–13   | 58.350   |
| 9     | 2/11/1986  | Houston Oilers         | V 28–7    | 43.804   |
| 10    | 10/11/1986 | @ Cleveland Browns     | S 26–16   | 77.949   |
| 11    | 16/11/1986 | @ Buffalo Bills        | V 34–24   | 76.474   |
| 12    | 24/11/1986 | New York Jets          | V 45–3    | 70.206   |
| 13    | 30/11/1986 | Atlanta Falcons        | S 20–14   | 53.762   |
| 14    | 7/12/1986  | @ New Orleans Saints   | V 31–27   | 64.761   |
| 15    | 14/12/1986 | @ Los Angeles Rams     | V 37–31   | 62.629   |
| 16    | 22/12/1986 | New England Patriots   | S 34–27   | 74.516   |

## Classifiche
| AFC East                | AFC East | AFC East | AFC East | AFC East | AFC East | AFC East | AFC East | AFC East | AFC East |
|                         | V        | S        | P        | %        | DIV      | CONF     | PF       | PS       | Str.     |
| ----------------------- | -------- | -------- | -------- | -------- | -------- | -------- | -------- | -------- | -------- |
| New England Patriots(3) | 11       | 5        | 0        | .688     | 7–1      | 8–4      | 412      | 307      | V1       |
| New York Jets(4)        | 10       | 6        | 0        | .625     | 6–2      | 8–4      | 364      | 386      | S5       |
| Miami Dolphins(5)       | 8        | 8        | 0        | .500     | 5–3      | 6–6      | 430      | 405      | S1       |
| Buffalo Bills           | 4        | 12       | 0        | .250     | 1–7      | 3–11     | 287      | 348      | S3       |
| Indianapolis Colts      | 3        | 13       | 0        | .188     | 1–7      | 2–10     | 229      | 400      | V3       |